# 10466 Marius-Ioan
10466 Marius-Ioan este o planetă minoră (asteroid), cu un diametru de 2,597 km, din centura de asteroizi. A fost descoperită pe 1 martie 1981 la Observatorul Siding Spring de Schelte J. Bus și a fost numită după Marius-Ioan Piso⁠(d). 
Obiectul prezintă o orbită caracterizată de o semiaxă mare de 2,3315636 UAi, o excentricitate de 0,09, o înclinație de 4,18799 ° în raport cu ecliptica.